# Uniomerus caroliniana
Uniomerus caroliniana är en musselart som först beskrevs av Bosc 1801.  Uniomerus caroliniana ingår i släktet Uniomerus och familjen målarmusslor. IUCN kategoriserar arten globalt som livskraftig. Inga underarter finns listade i Catalogue of Life.